# Nieuwe Passeerdersstraat 1
Nieuwe Passeerdersstraat 1 te Amsterdam is een rijksmonument aan de Nieuwe Passeerdersstraat in Amsterdam-Centrum, op de hoek van de Marnixstraat. In het gebouw, oorspronkelijk een turnzaal, was van 1978 tot 2020 Jeugdtheater De Krakeling gevestigd.
Aan de gevel hangt een plaquette ter herdenking van de Tweede Wereldoorlog. Dit monument van de hand van Henk Dannenburg werd in 1952 onthuld. De tekst op de plaquette luidt: "Aan onze gevallen makkers 1940 – 1945".

## Ligging
Het is een van de twee gebouwen aan de Nieuwe Passeerdersstraat; het is het enige gebouw met een oneven huisnummer aan de straat. Het gebouw heeft vleugels aan de Marnixstraat (huisnummers 344 en 346; oostvleugel) en Leidsekade (huisnummers 49, 50 en 51, westvleugel). Het staat in het zuidelijke deel van de Jordaan, in de Marnixbuurt-Zuid.

## Geschiedenis
Het gebouw werd in 1886/1887 gebouwd naar een ontwerp van Jonas Ingenohl en Karel Muller. Opdracht voor de bouw van de turnzaal werd gegeven door de net opgerichte Maatschappij voor Turngebouwen. Zij besteedde de bouw in gedeelten aan vanaf september 1886., waarbij het nog ging om een gebouw aan de Marnixstraat en Leidsekade; de straatnaam Nieuwe Passeerderstraat was nog vrijwel onbekend omdat zij pas in januari 1886 haar naam had gekregen. De bouw kreeg te maken met een krap budget; er moest telkens geld ingezameld worden om de bouw te kunnen afronden. Ook vorstverlet rekte de bouwtermijn op. Opzichter was trouwens Herman Hendrik Baanders.
Er werd een gebouw aangeduid als Turngebouwen of Turnhallen neergezet in de stijl van de 19e-eeuwse Hollandse Neorenaissance. In het gebouw werd een aantal turnverenigingen waaronder KTV Olympia ondergebracht in de tijd dat het principe Een gezonde geest in een gezond lichaam opgang deed. Het gebouw is grotendeels opgetrokken uit rood baksteen en natuursteen. Het gebouw is daarbij gebouwd in een U-vorm rond een binnenplaats. Het geheel bestaat uit drie gedeelten. Aan de zijde van de Nieuwe Passeerdersstraat is de turnzaal zichtbaar, die teruggetrokken staat van de plaatselijke rooilijn. Het voor deze turnzaal lager gebouwde bouwelement is van later datum, maar grotendeels in dezelfde stijl. De turnzaal wordt aan beide zijden geflankeerd door in dezelfde stijl opgetrokken woningen. Deze woningen hebben ingangen aan de Marnixstraat en Leidsekade. De woningen bestaan uit een souterrain, drie bouwlagen en op de hoeken een kapverdieping. Die kapverdiepingen liggen achter trapgevels. De gevels laten een afwisseling zien van Romaanse bogen (rond) en Gotische bogen (spits). De bestemming van het middengebouw is terug te lezen boven de ingangen die ondergracht zijn in de woongedeelten. Boven beide deuren is in natuursteen de tekst TURNZAAL in reliëf in de friezen aangebracht. In het middengedeelte is hoog in de gevel de tekst RUST ROEST te zien. Het gebouw werd op 19 november 1887 in gebruik genomen.
In 1978 vestigde Jeugdtheater De Krakeling zich in het gebouw, nadat het animo voor turnen was afgenomen, mede door de terugloop in ledental door de slag die de Tweede Wereldoorlog onder de leden had aangebracht (onder de turnvereniging bevond zich een Joodse, welke bijna al haar leden verloor). Het hergebruik bracht met zich mee dat de turnzaal opgesplitst in een theaterzaal, een garderobe en een foyer. Deze herindeling werd begeleid door architect Sjoerd Schamhart, ook verantwoordelijk voor de herinrichting van een 19e-eeuws gebouw in Den Haag waarin het Appeltheater werd ondergebracht.
Het gebouw werd op 22 april 2002 als rijksmonument opgenomen in het monumentenregister vanwege de cultuurhistorische en architectuurhistorische waarde en het belang binnen het oeuvre van architecten Ingenohl en Muller. Hierbij telde mee dat het gebouw nog een van de weinige zelfstandig staande turnzalen is en dat zowel het in- als exterieur vrijwel gaaf is. In de jaren 2020 bleek dat dat niet het geval was met de paalfundering. Deze bleek dusdanig aangetast, dat deze vernieuwd moest worden; Theater de Krakeling vond elders onderdak; hun theatervloer was meeverzakt.

## Afbeeldingen

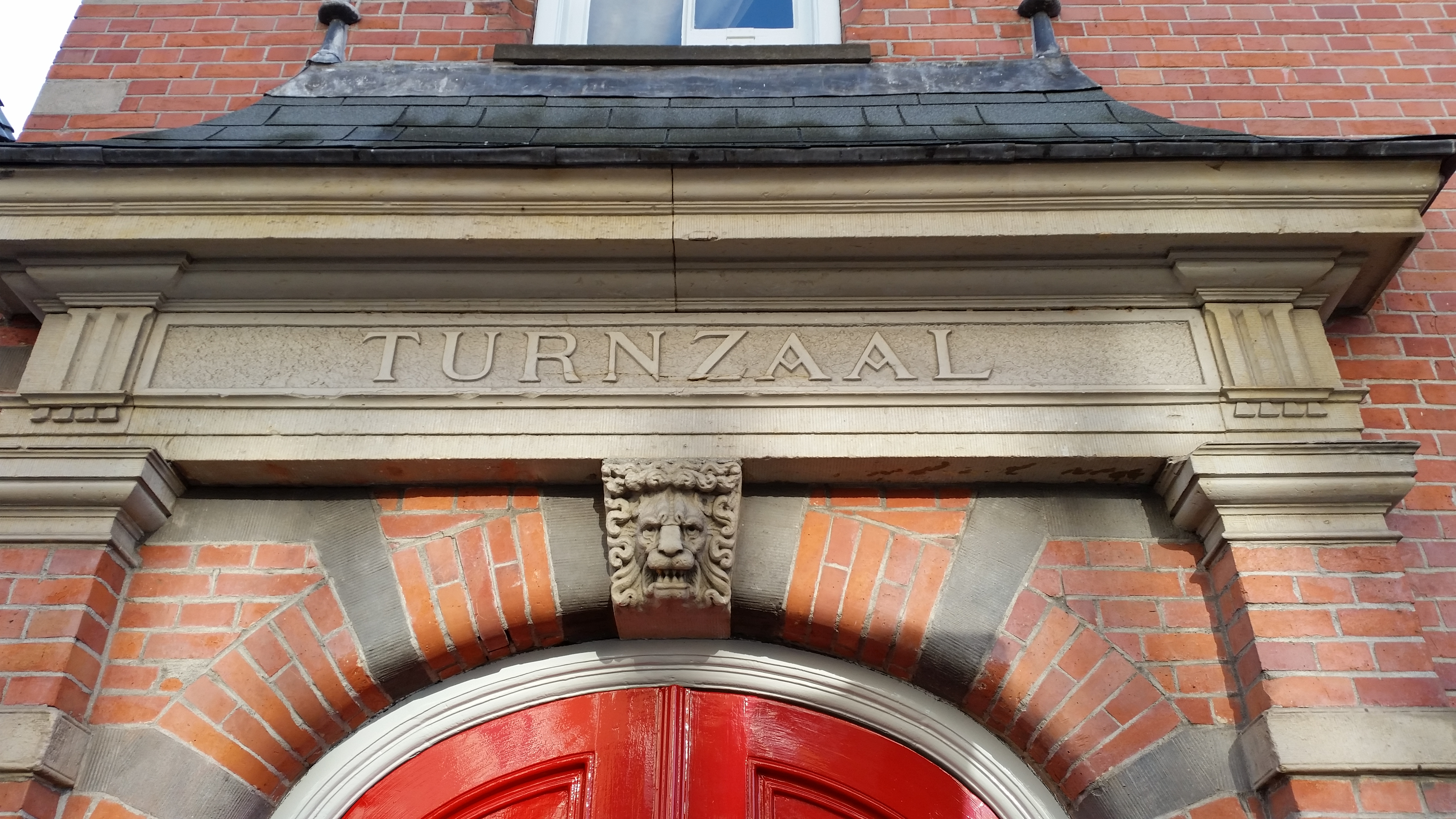
Fries boven rechteringang (november 2019)
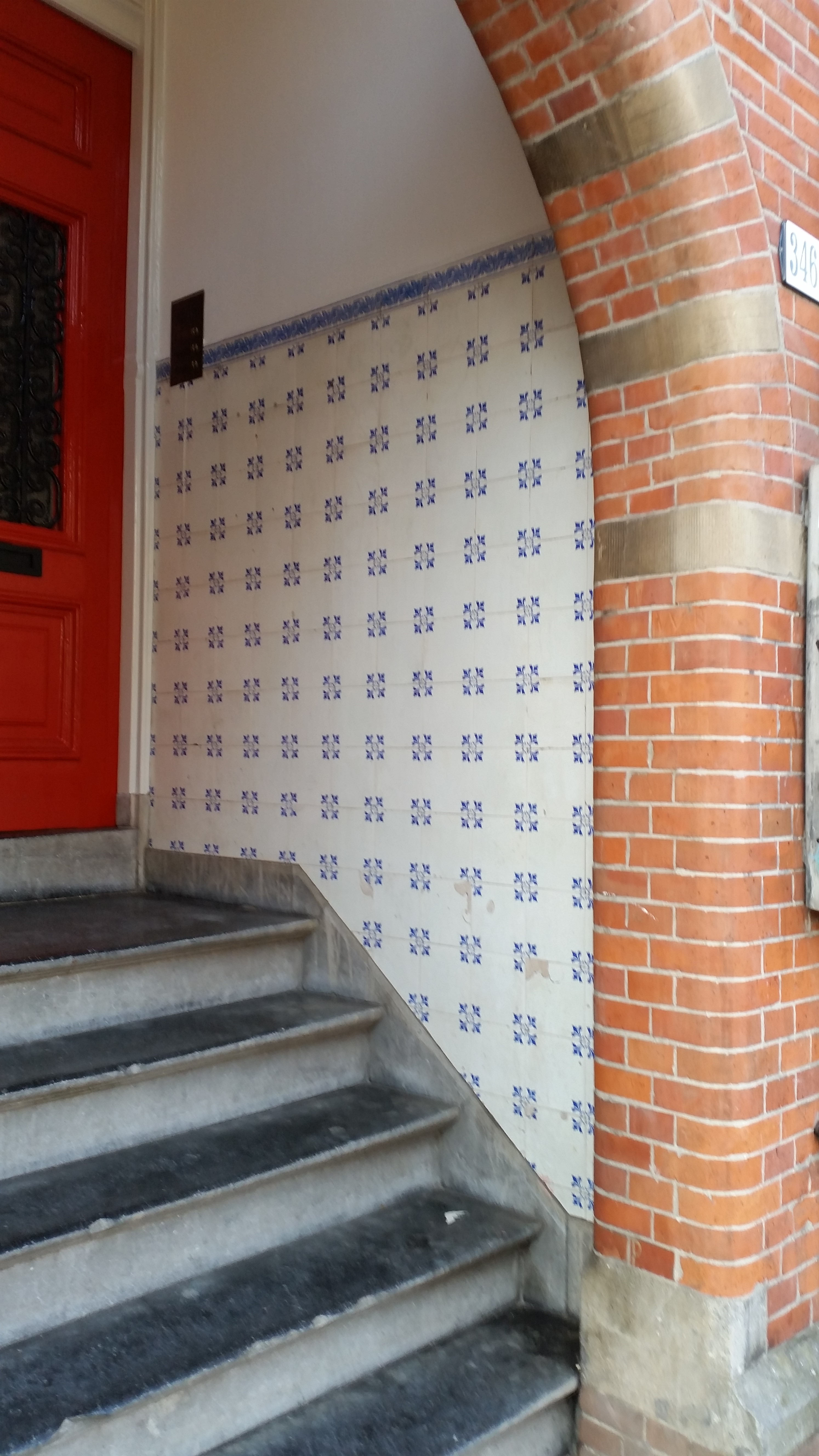
Tegelwerk in portiek Marnixstraat (november 2019)
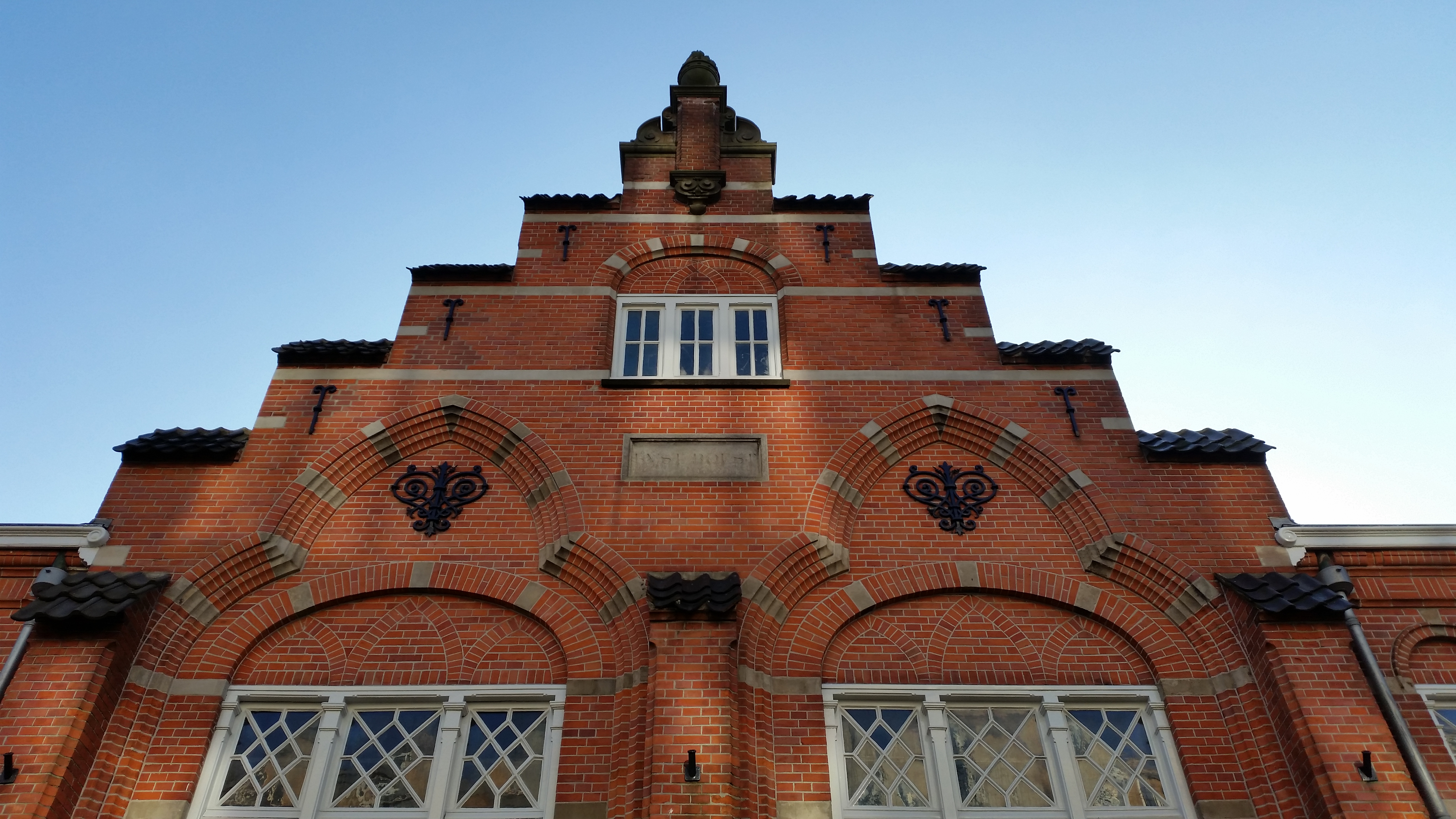
Rust Roest in geval (november 2019)
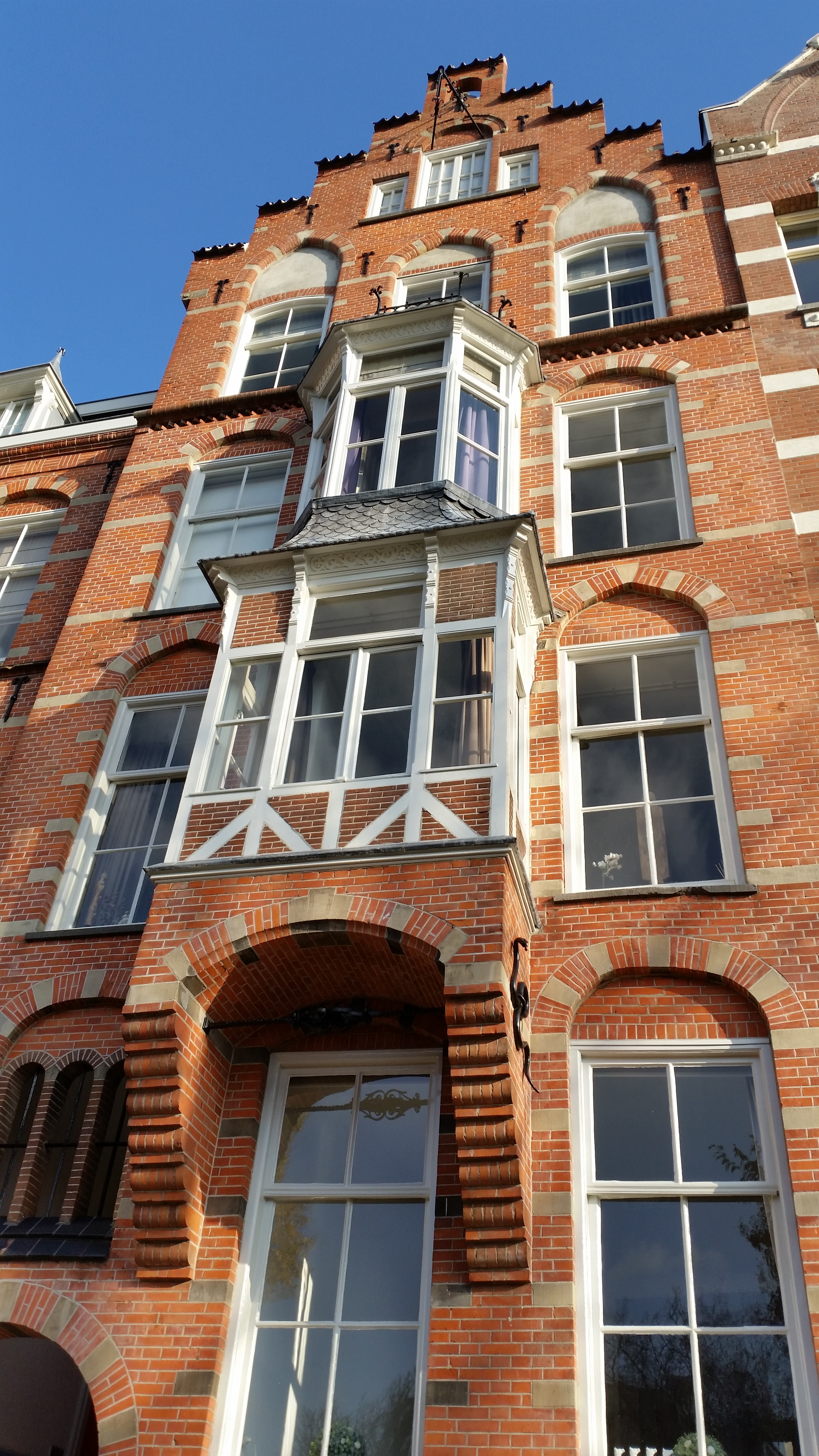
Geveldeel Leidsekade (november 2019)